# Neurokognitiv störning
Neurokognitiv störning (engelska: Neurocognitive disorder, NCD) är en kategori av psykiska störningar som kännetecknas av en signifikant nedsättning i en eller flera kognitiva funktioner, såsom minne, uppmärksamhet, språk, perceptuomotoriska färdigheter eller social kognition. Neurokognitiva störningar är förvärvade och innebär en förändring från en tidigare högre funktionsnivå.
Begreppet introducerades i DSM-5 för att ersätta äldre termer som demens och amnesi och används för att beskriva både milda och svåra kognitiva nedsättningar. Svårighetsgraden delas ofta in i mild neurokognitiv störning och svår neurokognitiv störning beroende på graden av funktionsförlust och påverkan på individens självständighet.
Vanliga orsaker till neurokognitiva störningar inkluderar Alzheimers sjukdom, hjärnskada, stroke och infektioner som påverkar centrala nervsystemet.